# Truus Schröder

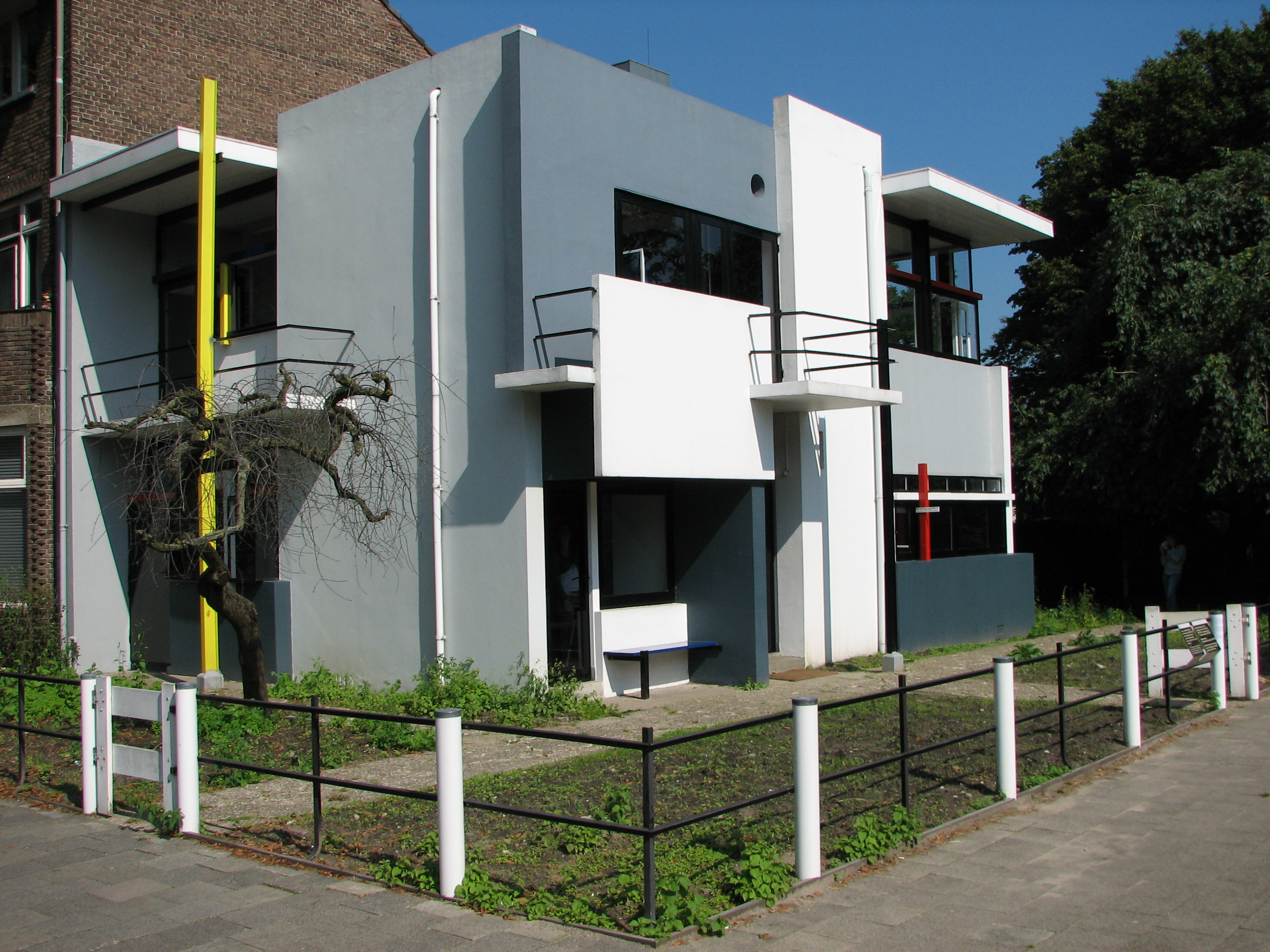
Het Rietveld Schröderhuis te Utrecht

Geertruida Antonia (Truus) Schröder-Schräder (Deventer 23 augustus 1889 - Utrecht 12 april 1985) was een Nederlands beeldend kunstenaar die bekendheid verwierf als opdrachtgever, ontwerper en bewoner van het Rietveld Schröderhuis te Utrecht.

## Biografie
Schröder was een dochter van textielhandelaar Bernardus Johannes Schräder en Johanna Geertruida Mentzen. Ze werd opgeleid tot apothekersassistent en was tot haar huwelijk als zodanig werkzaam. Ze trouwde met de advocaat Adriaan Frederik Christiaan (Frits) Schröder (1878-1923) en kreeg drie kinderen, twee dochters, onder wie de architecte Han Schröder, en een zoon.
Tijdens haar huwelijk liet zij rond 1921 door Gerrit Rietveld in haar huis aan de Biltstraat 423 (voorheen 135) te Utrecht een kamer verbouwen. Na de dood van haar man gaf zij na enige aarzeling Rietveld de opdracht voor het ontwerp van een nieuw woonhuis aan de Prins Hendriklaan 50, dat later wereldberoemd werd onder de naam Rietveld Schröderhuis. De daarin opgebouwde relatie met Rietveld was overigens niet alleen van professionele aard maar ontwikkelde zich ook tot een liefdesrelatie die zich over de rest van hun leven zou uitstrekken. Gaandeweg zouden Rietveld en zij vaker gaan samenwerken zoals rond 1930 bij de bouw van twee woonblokken aan de Erasmuslaan in Utrecht. Naast de rol van opdrachtgever was zij ook actief in het ontwerpen van meubels en interieurs.
Tot haar dood in 1985 heeft Truus Schröder het Rietveld Schröderhuis bewoond. Daarna is het pand gerestaureerd en opengesteld voor publiek. Haar werken bevinden zich onder andere in de collectie van het Centraal Museum in Utrecht.
Ze ligt begraven op begraafplaats "Den en Rust" te Bilthoven.